# NN-92
La carretera NN‑92 es una vía colectora secundaria ubicada en el municipio de Camoapa, dentro del departamento de Boaco. Esta ruta conecta comunidades rurales con el centro urbano del municipio, apoyando actividades agrícolas y ganaderas.

## Trazado y cruces
| km   | Localidad / Punto      | Departamento | Conexión / Ruta        |
| ---- | ---------------------- | ------------ | ---------------------- |
| 0,0  | El Jocote              | Boaco        | Camino rural           |
| 8,5  | Comunidad El Tamarindo | Boaco        |                        |
| 17,4 | Camoapa                | Boaco        | NIC 17 , NN 91 , NN 93 |

## Coordenadas
Uno de los tramos de la NN‑92 puede ser encontrado en las coordenadas: 12°23′03″N 85°30′18″O / 12.3843, -85.5051